# Rebound-effect (medicatie)
Het rebound-effect of het rebound-verschijnsel is de neiging van sommige medicijnen, om na een al dan niet plotseling staken van het gebruik, de terugkeer te veroorzaken van de symptomen die ze bij toediening juist bestrijden. Deze verschijnselen komen dan ook nog eens vaak sterker terug dan voor de medicatie werd gestart. Geleidelijk afbouwen van bepaalde medicatie is aangewezen.

## Geneesmiddelen(groepen) waarbij het verschijnsel is beschreven
- Anxiolytica en slaapmiddelen, bijvoorbeeld benzodiazepinen. De terugkeer van ernstige angst en slapeloosheid is na plotseling stoppen van de medicatie te verwachten.
- Stimulantia. Rebound effecten van deze medicijnen kunnen zijn psychose, depressie en een terugkeer van de ADHD-symptomen in een tijdelijk versterkte vorm.
- Antidepressiva. Antidepressiva, zoals SSRI's, leiden  NIET tot rebounddepressie en / of paniekaanvallen en angst wanneer de inname wordt gestaakt. (bron: leerboek psychiatrie 2016) Wel kunnen er discontinueringssymptomen optreden (als hoofdpijn en duizeligheid).
- Alfa-2 adrenerge middelen. Zoals de rebound-hypertensie bij clonidine.
- Protonpompremmers om maagzuur te verminderen. Bij afbouw of stopzetten  reageert de maag tijdelijk op meer maagzuur.

Ook de terugkeer van hoofdpijn na het staken van pijnstillers en de terugkeer van een verstopte neus bij decongestiva zijn rebound-verschijnselen.